# Selección de fútbol sala de Vanuatu
La selección de fútbol sala de Vanuatu es el equipo representativo del país en competiciones oficiales. Es administrada por la Federación de Fútbol de Vanuatu, perteneciente a la OFC y la FIFA.
Es la única selección oceánica que disputó todas las ediciones del Copa de Naciones de Futsal de la OFC. Sus mejores actuaciones fueron los subcampeonatos de 1992 y 1996.

## Estadísticas

### Copa Mundial de Futsal FIFA
| Copa Mundial de fútbol sala de la FIFA | Copa Mundial de fútbol sala de la FIFA | Copa Mundial de fútbol sala de la FIFA | Copa Mundial de fútbol sala de la FIFA | Copa Mundial de fútbol sala de la FIFA | Copa Mundial de fútbol sala de la FIFA | Copa Mundial de fútbol sala de la FIFA | Copa Mundial de fútbol sala de la FIFA |
| Año                                    | Ronda                                  | J                                      | G                                      | E                                      | P                                      | GF                                     | GC                                     |
| -------------------------------------- | -------------------------------------- | -------------------------------------- | -------------------------------------- | -------------------------------------- | -------------------------------------- | -------------------------------------- | -------------------------------------- |
| 1989                                   | No participó                           | No participó                           | No participó                           | No participó                           | No participó                           | No participó                           | No participó                           |
| 1992                                   | No clasificó                           | No clasificó                           | No clasificó                           | No clasificó                           | No clasificó                           | No clasificó                           | No clasificó                           |
| 1996                                   | No clasificó                           | No clasificó                           | No clasificó                           | No clasificó                           | No clasificó                           | No clasificó                           | No clasificó                           |
| 2000                                   | No clasificó                           | No clasificó                           | No clasificó                           | No clasificó                           | No clasificó                           | No clasificó                           | No clasificó                           |
| 2004                                   | No clasificó                           | No clasificó                           | No clasificó                           | No clasificó                           | No clasificó                           | No clasificó                           | No clasificó                           |
| 2008                                   | No clasificó                           | No clasificó                           | No clasificó                           | No clasificó                           | No clasificó                           | No clasificó                           | No clasificó                           |
| 2012                                   | No clasificó                           | No clasificó                           | No clasificó                           | No clasificó                           | No clasificó                           | No clasificó                           | No clasificó                           |
| 2016                                   | No clasificó                           | No clasificó                           | No clasificó                           | No clasificó                           | No clasificó                           | No clasificó                           | No clasificó                           |
| 2021                                   | No clasificó                           | No clasificó                           | No clasificó                           | No clasificó                           | No clasificó                           | No clasificó                           | No clasificó                           |
| Total                                  | 0/9                                    | -                                      | -                                      | -                                      | -                                      | -                                      | -                                      |

### Copa de Naciones de Futsal de la OFC
| Copa de Naciones de Futsal de la OFC | Copa de Naciones de Futsal de la OFC | Copa de Naciones de Futsal de la OFC | Copa de Naciones de Futsal de la OFC | Copa de Naciones de Futsal de la OFC | Copa de Naciones de Futsal de la OFC | Copa de Naciones de Futsal de la OFC | Copa de Naciones de Futsal de la OFC |
| Año                                  | Ronda                                | J                                    | G                                    | E                                    | P                                    | GF                                   | GC                                   |
| ------------------------------------ | ------------------------------------ | ------------------------------------ | ------------------------------------ | ------------------------------------ | ------------------------------------ | ------------------------------------ | ------------------------------------ |
| 1992                                 | Tercer lugar                         | 4                                    | 0                                    | 0                                    | 4                                    | 10                                   | 27                                   |
| 1996                                 | Subcampeón                           | 6                                    | 3                                    | 1                                    | 2                                    | 26                                   | 21                                   |
| 1999                                 | Tercer lugar                         | 6                                    | 3                                    | 2                                    | 1                                    | 22                                   | 14                                   |
| 2004                                 | Tercer lugar                         | 5                                    | 3                                    | 0                                    | 2                                    | 21                                   | 11                                   |
| 2008                                 | Tercer lugar                         | 6                                    | 4                                    | 0                                    | 2                                    | 29                                   | 8                                    |
| 2009                                 | Tercer lugar                         | 4                                    | 1                                    | 0                                    | 3                                    | 11                                   | 20                                   |
| 2010                                 | Cuarto lugar                         | 6                                    | 3                                    | 0                                    | 3                                    | 21                                   | 22                                   |
| 2011                                 | Cuarto lugar                         | 5                                    | 2                                    | 1                                    | 2                                    | 20                                   | 24                                   |
| 2013                                 | Sexto lugar                          | 4                                    | 1                                    | 0                                    | 3                                    | 16                                   | 26                                   |
| 2014                                 | Quinto lugar                         | 4                                    | 1                                    | 0                                    | 3                                    | 12                                   | 20                                   |
| 2016                                 | Cuarto lugar                         | 5                                    | 2                                    | 0                                    | 3                                    | 14                                   | 21                                   |
| 2019                                 | Sexto lugar                          | 5                                    | 3                                    | 0                                    | 2                                    | 19                                   | 28                                   |
| 2022                                 | Quinto lugar                         | 5                                    | 3                                    | 1                                    | 1                                    | 27                                   | 13                                   |
| 2023                                 | Sexto lugar                          | 5                                    | 2                                    | 0                                    | 3                                    | 33                                   | 18                                   |
| Total                                | 14/14                                | 69                                   | 32                                   | 5                                    | 32                                   | 284                                  | 269                                  |